# Ens Públic de Radiotelevisió de les Illes Balears
L'Ens Públic de Radiotelevisió de les Illes Balears (EPRTVIB) (en français : « Organisme public de radiotélévision des îles Baléares ») est un organisme dépendant du Gouvernement des îles Baléares chargé de la production et de la diffusion des produits audiovisuels. Il a été créé le 26 mars 2004.